# Percussió corporal
La percussió corporal és un art que uneix música i dansa mitjançant els sons que produeix el xoc de dues parts del cos. Els principals usos d'aquesta pràctica són didàctics, terapèutics, socials, lúdics o estètics, entre d'altres. Es tracta d'una de les manifestacions musicals més primitives junt amb el cant, i present en multitud de tradicions arreu del món, però la pràctica sistematitzada del bodypercussion com a tal no va sorgir fins als anys 70. Javier Romero Naranjo justifica la seva evolució (precursors i detractors) a través de l'article "Science & art of body percussion: a review" publicat al Journal of Human Sport & Exercise el 2013. Aquest article és la base per entendre els diversos àmbits de la percussió corporal raó per la qual ha estat traduït a diversos idiomes i citat en mes 60 articles científics. Romero-Naranjo classifica els usos de la percussió corporal en onze àmbits: Didàctic, Etnogràfic - Etno Musicològic, Neuropsicològic, Cinestèsic, Socioemocional, Espai i Arquitectura, Creació d'equips, Històric, Justificació - Justificació, Aprenentatge creuat i Entreteniment.

## Tipus de sons
Una de les riqueses pròpies d'aquesta disciplina rau en un ampli ventall de timbres. Les combinacions sonores mitjançant el cos són il·limitades, tenint com a única frontera la nostra pròpia creativitat. Els sons corporals més utilitzats segons la classificació de Javier Romero Naranjo són:
- Palmada: El més clàssic i estès per tota mena de finalitats. És menys conegut el fet que hi ha múltiples formes de picar de mans:
  - Sorda: Típica en cants reposats del flamenc (soleares, fandangos, etc.), xoca els dos palmells produint un so opac.
  - Sonora: La picada de mans clàssica es produeix en xocar el palmell d'una mà amb els dits de l'altra. Està present en cultures de tot el món, des d'Àfrica (Marroc, Mali, Senegal, etc.) Àsia (Java, Sumatra, Pakistan, etc.), Europa (Àustria, França, Espanya) i per descomptat a Amèrica, on es combinen els costums africans i europeus. Pot fer-se davant de la cara, o també a l'esquena (picada de mans dorsal) i sota una cama. Sobre aquest aspecte suggerim l'article "Percussió corporal a Indonèsia i Sud-àfrica. Recursos per a l'aula" publicat el 2013 de Javier Romero Naranjo on justifica i aporta recursos didàctics.[7]
  - Mà oberta (Gnawa): Més difícil de realitzar, però amb molta sonoritat. Les dues mans estan totalment obertes, buscant entrexocar la part de dalt dels dits i la zona intermèdia per crear un buit sonor amb els palmells de les mans. S'empra al Marroc i algunes zones d'Algèria.
  - Palmada somalí: En lloc de xocar la part interna de les mans, es xoca l'externa. Per a això cal creuar els braços primer horitzontalment, i després aixecar-los cap amunt.
- Pit: Un so greu i profund, ideal per substituir els peus quan es treballa amb nens petits. Generalment es percudeix amb la mà oberta, dreta cap a la clavícula contrària, i viceversa; o també al centre del pit si només es percudeix amb una mà.
- Cuixes: Produeixen un so més agut que el pit, però alguna cosa més greu que els palmells sonors. Són la zona ideal per percudir ritmes més ràpids, mitjançant l'alternança de les mans. Es percudeix en paral·lel, és a dir, la mà dreta sobre la cuixa dreta i viceversa, encara que també és possible fer-ho al contrari per treballar la coordinació. Trobem un ús popular al Hambone nord-americà.
- Peus: Bàsics per al moviment complet del cos. El so és en general greu, encara que una mica més agut que el pit. El fet que es troba a la part més baixa del cos el fa associar-se amb la pulsació, o els temps forts del compàs. Amb els nens cal tenir precaució a l'hora de treballar amb aquesta part del cos, ja que tenen bastant menys control que amb altres zones. Per descomptat, hi ha múltiples formes d'entrexocar el peu amb el terra (planta, taló, punta, arrossegar ...)
- Dits: Un altre dels timbres més utilitzats dins i fora de la música. La seva dificultat és una mica més gran, sobretot per saber realitzar-lo amb les dues mans.

Els quatre patrons o nivells bàsics serien les palmades (clapping), dits (snapping), els peus (stamping) i més tard se sumarien les cuixes (patting). La utilització del pit és posterior. Altres timbres menys usuals són:
- Cames: De la mateixa manera que es percudeixen les cuixes per davant, pot percudir-se la part del darrere o els costats externs. Així aconsegueixes donar un extra de moviment, ja que el timbre és pràcticament idèntic.
- Estómac: Tot i no ser molt usual, és útil en seqüències en què es percudeix el cos de cap a peus i viceversa.
- Boca: Percudir la boca deixant-la oberta per crear buit. És un recurs una mica més conegut però poc utilitzat acadèmicament. Hi ha múltiples combinacions.
- Pulsació: Dos dits d'una mà (índex i cor) piquen sobre el palmell de l'altra mà. Es tracta d'un cop mut molt utilitzat en l'ensenyament musical per marcar la pulsació d'una peça.

Com es pot comprovar, les possibilitats sonores són molt nombroses. En general, amb les mans pots percudir qualsevol part del cos, depenent del moviment o timbre concret que es desitge. La mateixa mà es pot col·locar de diverses formes per canviar la sonoritat del cop.

## Exemples culturals

### Espanya
El professor d'universitat Javier Romero Naranjo realitza una primera aproximació a la percussió corporal en diferents cultures en el seu article "Percusión Corporal en diferentes culturas" a la revista Música y Educación en 2008. En un entorn proper hi trobem diversos clars exemples. El primer d'ells, i un dels més reconeguts, és el flamenc. Acompanyant a la guitarra o al cant les polirítmies que es generen per diversos palmeros poden arribar a ser altament riques i complexes. Sembla que l'existència de palmades en el flamenc té la seva influència en músiques del nord d'Àfrica i de cultures àrabs. La recent aparició del cajón dins el flamenc ha relegat una mica el paper rítmic de la percussió corporal, però segueixen sent encara un element molt característic d'aquest estil. El cantaor també es val de la percussió corporal en els sols per acompanyar-se, ja sigui amb palmades, zapateado, i cops al pit, cuixes o turmells, o també per marcar els finals de frase. És important esmentar l'ús de la percussió corporal en els jocs de mans infantils.
Un segon exemple quotidià on trobem percussió corporal és el dels anomenats jocs de mans, comunament realitzats pels nens. Aquestes cançons acompanyades de diferents tipus de mans i gestos, realitzats entre dues persones (un enfront d'un altre) o més (en cercle), suposen un gran desenvolupament de la psicomotricitat, la lateralitat i fins i tot la memòria de les llargues lletres que solen tenir. No només els nens canten acompanyats de les seves mans: al País Basc i Navarra trobem una dansa típica d'una tipologia molt similar. L'Esku Dantza (dansa de mans), que té diverses variants, s'assembla també als tradicionals jocs de pals, encara que en aquest cas s'utilitzen només les mans. A més, la dansa s'acompanya d'una música interpretada pel txistu (instrument tradicional basc). Aquest instrument indica les diferents parts de la dansa, així com un increment gradual de la velocitat a mesura que s'acosta el final.
Altres exemples relacionats es troben en les cançons de treball que s'interpretaven pels nostres avantpassats. De Castella es conserva l'anomenada canción de las panaderas. Mentre es pastava el pa, es cantava alhora que es feia servir el moviment de les mans per generar un ritme. Amb això s'aconseguia mecanitzar el treball, pastar el pa de forma cooperativa i també amenitzar la jornada laboral. Segons la zona es troben diferents textos que acompanyen el ritme. En aquest cas, no parlem específicament de percussió corporal, ja que la majoria dels cops del ritme no es percudeixen contra el propi cos sinó contra una altra superfície.

### Àfrica[8]
Es poden trobar mostres d'origen popular que inclouen percussió corporal per pràcticament totes les cultures, però on trobem més exemples que involucren tot el cos és indubtablement al continent africà. Cal destacar el fet que en aquestes cultures no s'entén la música separada de la dansa i el moviment; el paper del cos com percussor segurament va començar acompanyant rítmicament a la veu.
Podem trobar palmades diferents de la tradicional al Marroc (picada de mans Gnawa en les celebracions del l'ahwash), Somàlia o Java. Després trobem altres cops més complexos, com els que realitzaven percudint els avantbraços a l'antiga Guinea Espanyola per comunicar-se a gran distància, o la percussió vocal (colpejar la boca amb la mà) en diverses tribus.
La realització de cops amb el peu a la terra tenia diverses connotacions de força i energia, connexió amb la terra, o fins i tot motius sexuals. S'han documentat diversos ritus que associen la fertilitat a colpejar el peu a terra, o ballar amb una sola cama. El mètode BAPNE posseeix diversos llibres titulats "BAPNE and African Songs" on aporta més de 100 melodies africanes amb una explicació detallada a nivell etnomusicològica i la seva aplicació didàctica.

### Altres cultures[8]
Tots aquests ritus van tenir la seva influència en l'època colombina, amb el tràfic d'esclaus africans a Amèrica. Mostres populars són totes les músiques que inclouen acompanyament de cops a contratemps (com el gòspel), juntament amb el moviment amb els peus a temps. A Cuba es troben encara prou mostres, mentre que als Estats Units hi ha el Hambone, un altre joc de nens en què es percudeix sobre les cuixes.
Més enllà d'Àfrica, són coneguts ritus amb percussió corporal com el Haka de Nova Zelanda o la música indonèsia. El Kecak de Bali, música en què es reconstrueix un ball de guerra típic ha influït en la música de Keith Terry, pioner en el "redescobriment" de la percussió corporal.

## La percussió corporal en l'actualitat

### Keith Terry: Body Music
El percussionista i ballarí nord-americà Keith Terry és considerat dins del món de la percussió corporal com un dels pioners en reinventar el concepte (doncs ja hem vist que no és nou) i, per tant, tot un referent. Va començar a utilitzar la paraula Body Music el 1979 com a expressió que engloba la seva feina, que va consistir a traslladar els patrons bàsics de la bateria al seu propi cos. En cap moment considera que és el creador de la percussió corporal, ja que suposa que la primera música que va fer l'ésser humà va haver de ser amb el cos. Sí que recull totes aquestes influències populars per a la creació del seu propi estil.
Terry s'ha dedicat, sobretot, a la interpretació de percussió corporal en diferents espectacles, ja sigui a soles o col·laborant amb diferents artistes (Robbie Wiliams, Bobby McFerrin, etc.). Als anys 80 va fundar Cross-Pulse, una organització dedicada a la creació i representació d'espectacles basats en el ritme i la interculturalitat, mitjançant la música i la dansa. Actualment organitza de forma anual un Festival Internacional de Body Music, en el que es congreguen molts dels grans performers actuals de percussió corporal.

### Francisco Javier Romero Naranjo: Neuromotricidad[calcitació]
El professor titular d'universitat Javier Romero Naranjo és un dels investigadors més prolífics sobre aquesta temàtica centrant-se específicament a la Neuromotricidad. Segons aquest autor l'ús de la percussió corporal s'articula amb relació a l'estímul de les funcions cogntivas i especialment en les funcions executives. És per això, que ho justifica per l'estimulació de la "Intel·ligència Executiva". L'ús del Mètode BAPNE està focalitzat per a una millora de la flexibilitat cognitiva, presa de decisions, control d'impulsos, atenció, praxis i memòria de treball principalment. Tot això s'evidencia en un grup d'investigació que presenta més de 200 publicacions científiques sobre percussió corporal des d'un àmbit acadèmic. La metodologia s'ha impartit al Japó, Itàlia, França, Portugal, Estats Units, Mèxic, Veneçuela (Sistema d'Orquestres), Universitat de les Arts de Filadèlfia, Curtis Institut of Music, Julliard, etc amb nombrosos formadors certificats en més de 20 països. Un dels projectes més importants del Doctor Romero és el Solfeig Cognitiu. A través d'estratègies molt concretes i novedoses s'inicia a la pràctica musical.

### Avantguardes musicals
La idea de fer música amb el mateix cos, allunyant-se dels instruments tradicionals, ha captat l'atenció d'alguns compositors musicals d'avantguarda com Steve Reich amb el seu Clapping Music (1972), una petita peça minimalista a dues veus de palmades.

### Educació
Actualment la percussió corporal com a recurs didàctic té una forta presència a l'aula, no només per a facilitar l'aprenentatge musical sinó també per a desenvolupar aspectes de caràcter físic, social i emocional. Els mètodes Orff, BAPNE, Dalcroze són exemples de l'estudi d'aquesta pràctica amb finalitats educatives.